# Harthill (Cheshire)
Harthill – wieś i civil parish w Anglii, w hrabstwie ceremonialnym Cheshire, w dystrykcie (unitary authority) Cheshire West and Chester. W 2001 roku civil parish liczyła 44 mieszkańców.